# جان موير
جان موير (بالإنجليزية: Jean Muir)‏ هي ممثلة أمريكية، ولدت في 13 فبراير 1911 في سوفرن في الولايات المتحدة، وتوفيت في 23 يوليو 1996 في ميسا في الولايات المتحدة.

## أعمال

### أفلام
- حلم ليلة صيف

## وصلات خارجية
- جان موير على موقع IMDb (الإنجليزية)
- جان موير على موقع ألو سيني (الفرنسية)
- جان موير على موقع أول موفي (الإنجليزية)
- جان موير على موقع قاعدة بيانات برودواي على الإنترنت (الإنجليزية)
- جان موير على موقع قاعدة بيانات برودواي على الإنترنت (الإنجليزية)
- جان موير على موقع قاعدة بيانات برودواي على الإنترنت (الإنجليزية)
- جان موير على موقع قاعدة بيانات الأفلام السويدية (السويدية)
- جان موير على موقع قاعدة بيانات الفيلم (الإنجليزية)
- جان موير على موقع كينوبويسك (الروسية)